# 우스이 고헤이
우스이 고헤이(일본어: 臼井 幸平, 1979년 7월 16일 ~ )는 일본의 전 축구 선수다.

## 구단 경력
과거 쇼난 벨마레, 요코하마 FC, 몬테디오 야마가타, 도치기 SC에서 활동하였다.